# دودمان خلجی
سلسله خلجی (به هندی: सलतनत ख़िलजी) یک سلسله پادشاهی مسلمان ترک-افغان به پایتختی دهلی بر بخش وسیعی از شمال و غرب شبه قاره هند نزدیک به سه دهه، بین سال‌های ۱۲۹۰ تا ۱۳۲۰، حکومت می‌کرد. این دودمان توسط سلطان جلال‌الدین فیروز خلجی تأسیس شد و دومین دودمان سلطنت دهلی به‌شمار می‌رود. سلسله خلجی بخاطر فتوحاتش در جنوب هند و دفع حملات پی‌درپی مغول به هند مشهور شده است.

## منبع‌شناسی
منابع دربارهٔ عصر حکومت دودمان خلجی در هندوستان پراکنده و اغلب مطالب آنان با یکدیگر اختلاف دارد. منبعی معاصر با حکومت آنان به‌دست نیامده است. تنها نوشته‌هایی که معاصر با دودمان خلجی دربارهٔ آنان نوشته شده است عبارتند از فصلی کوتاه در تاریخ وصاف که به وقایع سقوط دودمان ممالیک دهلی و سلطنت جلال‌الدین خلجی و قتل او و آغاز سلطنت علاءالدین می‌پردازد و مثنوی نیمه داستانی نه سپهر از امیر خسرو دهلوی که به درخواست مبارکشاه نوشته شده است. اما این منابع محدود نمی‌تواند اطلاعات چندان موثقی بدهد. بین ۳۰ تا ۱۱۵ سال پس از سقوط دودمان خلجی، سه کتاب تاریخی مهم نوشته شده‌اند که اطلاعات نسبتاً کاملی از دودمان خلجی را دربردارند.
اولین منبع فتوح السلاطین اثر عبدالملک عصامی است که به نظم و به سبک شاهنامه فردوسی سروده شده است. این متن حماسی در سال ۱۳۴۹، ۲۹ سال پس از قتل مبارکشاه، سروده شده است و حاوی مطالب مهمی دربارهٔ دودمان خلجی است. دومین و مهم‌ترین منبع، کتاب تاریخ فیروزشاهی نوشته ضیاءالدین برنی است که در سال ۱۳۵۷، ۳۷ سال پس از قتل مبارک شاه، در تاریخ سلاطین هند نوشته شده است و گویا بر مبنای اسناد اداری و دیوانی سلطنت خلجی و خاطرات شفاهی درباریان آن زمان نگارش شده است. در متون پژوهشی تاریخی دربارهٔ دودمان خلجی، بیشترین ارجاعات به کتاب تاریخ فیروزشاهی می‌شود. سومین منبع، کتاب تاریخ مبارک شاهی اثر یحیی بن احمد سرهندی هست که در سال ۱۴۳۴، ۱۱۵ سال پس از قتل مبارکشاه، است. سرهندی این کتاب را در عصر سلاطین سادات هند، در تاریخ حاکمان مسلمان هندوستان، نوشته است و توانست با استفاده از اسنادی که در دسترسش بود کتاب خود را نگاشته و اطلاعات مفیدی دربارهٔ دودمان خلجی و اقدامات شاهان آن بدهد. اگرچه بخاطر فاصله زمانی زیاد این کتاب با دودمان خلجی، باید با برخی مطالب این کتاب با احتیاط برخورد کرد.
منابع دوره‌های بعدی عمدتاً رونویسی از آثار مذکور هستند و مطلب جدیدی برای ارائه دادن ندارند. در دوران مدرن در آثار پژوهشی ایی چون تاریخ کمبریج هند به تاریخ حکومت و اقدامات سیاسی و اقتصادی دودمان خلجی پرداخته شده است. شاخصه مهم این دسته پژوهش‌ها، استفاده از منابع هندو و استفاده از آثار سکه‌شناسی و معماری در تحلیل تاریخ دودمان خلجی است. اما عموما دودمان خلجی به عنوان یک دولت کم‌اهمیت حاشیه ای در کنار باقی دودمان‌های سلاطین هند مطرح می‌شد. اما این اواخر پژوهش‌های جامعی چون تاریخ خلج‌ها اثر کیشوری ساران رای دربارهٔ تاریخ دودمان خلجی و اقدامات اقتصادی و اداری و فرهنگی آنان انجام شده است که مفصل تاریخ این دودمان را مورد بررسی قرار می‌دهند.

## تبار

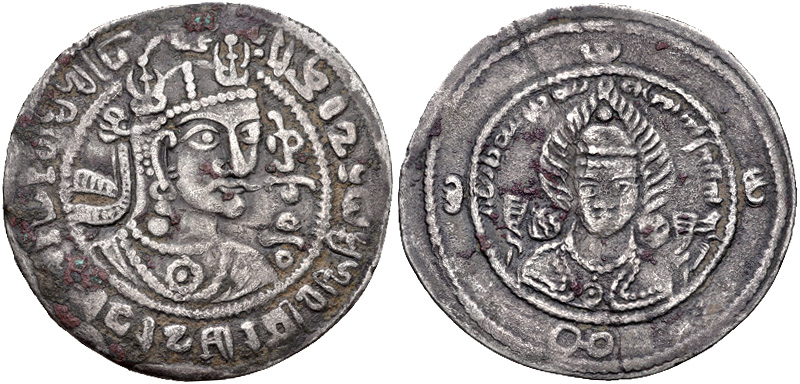
سکه ای از تگین شاه متعلق به سال ۷۲۸، که خود را در آن به عنوان «ائلتبر (پادشاه خراج‌گذار) خلج» نامیده است.

دودمان خلجی اصالت ترکی-افغانی داشتند که گفته شده است خلج‌ها یک گروه ترک یا ترک شده احتمالاً هندو ایرانیبودند که در اوایل سال ۶۶۰ میلادی با همراه با اجداد خود یعنی هوناها و هفتالیان از آسیای میانه به مناطق جنوبی و شرقی افغانستان امروزی مهاجرت کردند که در آن مناطق به تحت نام ترک شاهیان (کابلشاهیان) بودایی حکمرانی کردند. بر اساس تاریخ اسلام کمبریج جدید در قرن سیزدهم، خلجی‌ها به عنوان قومی مجزا از ترک‌ها در نظر گرفته می‌شدند. به اصطلاح «انقلاب خلجی» انتقال قدرت از یک نخبگان حاکم ترک به یک غیرترک بود.با این حال، آندره وینک بیان می‌کند که خلجی‌ها گروهی ترک‌شده و بقایای کوچی‌های اولیه هند و اروپایی مانند کوشانی‌ها، هفتالی‌ها و سکاها بودند که بعداً با افغان‌ها ادغام شدند. همچنین با بیان این که «در آن زمان آنها را ترک یا مغول نمی‌دانستند. مورخان معاصر به وضوح خلجی‌ها را از ترک‌ها تشخیص می‌دهند»به گفته دوئرفر، خلج احتمالاً از سغدیانی هستند که ترک شده بودند. این خلج‌ها بعداً افغانیزه شدند و اعتقاد بر این است که اجداد پشتون‌های غلجی هستند.
بر اساس گفته‌های چوراسیا، خلجی‌ها بسیاری از عادات و رسوم افغان‌ها را به ارث بردند و به این دلیل توسط اشراف ترک سلطنت دهلی به عنوان افغان‌ها دیده می‌شدند. حتی در حدی که اشراف ترک تبار در سلطنت دهلی در برابر تصدی تاج و تخت دهلی توسط جلال الدین پس از انقلاب خلجی مقاومت کردند.چنانچه در کتاب تاریخ فیروز شاهی اثر ضیا بارانی، گفته شده: وقتی سلطان جلال الدین خلجی بر تخت پادشاهی نشست، مردم شهر به خاطر اینکه در مدت هشتاد سال پرورده ملک ترکان بودند، پادشاهی خلجی ایشان را دشوار می‌نمود. در آن زمان مردمان را عجب می‌نمود که خلجیان چگونه به‌جای ترکان بر تخت نشینند و پادشاهی از اصل ترکان در اصل دیگری رود.
کلیفورد ادموند باسورث در کتاب تاریخ غزنویان آورده است سپتامبر ۱۰۴۰ میلادی سپاهی مأمور سرکوبی شورشیان افغان در محلی گردید که گردیزی آن را کوهپایه غزنین می‌خواند یعنی دامنه کوه‌های ولایات غزنه و گردیز افغانستان کنونی که در جهت مشرق به مرز پاکستان می‌رسد؛ گردیزی این عاصیان را «افغان» می‌خواند، درصورتی که بیهقی از آنان با نام «خلج» یاد می‌کند، ابو علی فرمانده این سپاه که کوتوال یا فرمانده پادگان غزنه بود در ربیع الاول سال ۴۳۲ ق / نوامبر ۱۰۴۰ مظفر و پیروز از این لشکرکشی تنبیهی مراجعت کرد
کلیفورد ادموند باسورث، نیز می‌گوید افغان‌های غلزایی امروزی (که بخش اعظم افغان‌های افغانستان را تشکیل می‌دهند) حاصل جذب قبایل خلج در افغان‌ها، در دوران متاخر، هستند. میان قرون ۱۰ و ۱۳ میلادی، برخی منابع این عصر خلج‌ها را ترک به‌شمار آورده‌اند. مینورسکی بر این باور است که تاریخ اولیه اقوام خلج مبهم است و در ادامه می‌افزاید که هنوز باید ریشه اصلی نام خلج ثابت شود. محمود کاشغری (قرن یازدهم میلادی) خلج را در میان قبایل ترک اوغوز نمی‌گنجاند، بلکه آنها را در میان قبایل اوغوز ترکمان ("مانند ترکان") می‌گنجاند. کاشغری بر این بارو بود که خلج متعلق به قبایل اصیل ترک نیست بلکه به دلیل همزیستی با آنها در زبان و پوشش اغلب مانند ترکان به نظر می‌رسند. کتاب‌های "تاریخ سیستان" و "شاهنامه فردوسی" نیز خلج را از ترک متمایز می‌کنند.، اما از آنها به عنوان افغان‌ها نیز یاد نکرده است. خلج‌ها اکثر اوقات دسته ای جدا از ترک و تازی‌ها و افغان‌ها به‌شمار می‌رفتند. محمد بن نجیب بکران، صاحب کتاب جهان نامه، آنها را صریحاً جزئی از ترکان به‌شمار می‌برد، اما اضافه می‌کند که رنگ پوست آنها (در مقایسه با دیگر ترکان) تیره‌تر شده بود و زبان آنها نیز به دلیل دچار تغییر شدن در سالیان طولانی، به یک گویش مجزا تبدیل شده بود. عرفان حبیب. حبیب خاطرنشان کرد که در برخی از کتیبه‌های دوانگاری ساتی متعلق (قرن پانزدهم میلادی)، خلج‌های متأخر مالوه با نام‌های «خلچی» و «خیلچی» عنوان شده‌اند و در کتاب پادشاهنامه (قرن هفدهم میلادی) منطقه‌ای در نزدیکی بست خراسان بزرگ (زیستگاه سابق خلج‌ها) به عنوان «خلیچ» آمده است.

## تاریخ

### جلال الدین فیروز خلجی
خلج‌ها از رعایای خاندان ممالیک دهلی بودند و به عنوان بخشی از نخبگان مسلمان به سلطان دهلی، غیاث الدین بلبن، خدمت می‌کردند. آخرین حاکم بزرگ ترک، بالبن، در مبارزه خود برای حفظ قدرت بر افسران ترک نافرمان خود، قدرت شورای گروه چهارده را از بین برد. اما این به‌طور غیرمستقیم به یکپارچگی و اقتدار بزرگان ترک، که با کسب قدرت غیر ترکها مخالف بودند، لطمه زد. این امر آنها را در مقابل جناح خلج‌ها و هندیان مسلمان، که به دلیل افزایش روزافزون تعداد نوکیشان مسلمان در هند در حال تقویت بودند، آسیب‌پذیر کرد تا از طریق یک سری ترورها قدرت را به دست گیرند. افسران مملوک یکی پس از دیگری به قتل رسیدند و آخرین حاکم سلسله ممالیک ترک، معز الدین کیقباد ۱۷ ساله، در کاخ کیلوغری در یک کودتا توسط جلال الدین فیروز خلجی کشته شد.
جلال الدین فیروز خلجی در زمان به سلطنت رسیدن حدود ۷۰ سال داشت و در میان عموم به عنوان پادشاهی ملایم، متواضع و نرم خو و مهربان شناخته می‌شد.
جلال الدین موفق شد بر مخالفت اشراف ترک غلبه کند و در ژانویه ۱۲۹۰ بر تخت پادشاهی دهلی بنشیند. اما جلال الدین در طول سلطنت شش ساله خود (۱۲۹۰–۱۲۹۶) مورد پذیرش همگان قرار نگرفت: برادرزاده بلبن، ملک جهجو، علیه به سلطنت رسیدن علاءالدین و به حاشیه راندن اشراف و فرماندهان در خدمت خاندان مملوک، شورش کرد. جلال الدین این شورش را سرکوب کرد و برخی از فرماندهان را اعدام کرد، سپس لشکرکشی ناموفقی به رانتامبوری را ترتیب داد، و با کمک برادرزاده‌اش جونا خان، یک نیروی مغول را در کرانه‌های رود سند شکست داد.

### علاءالدین محمد خلجی

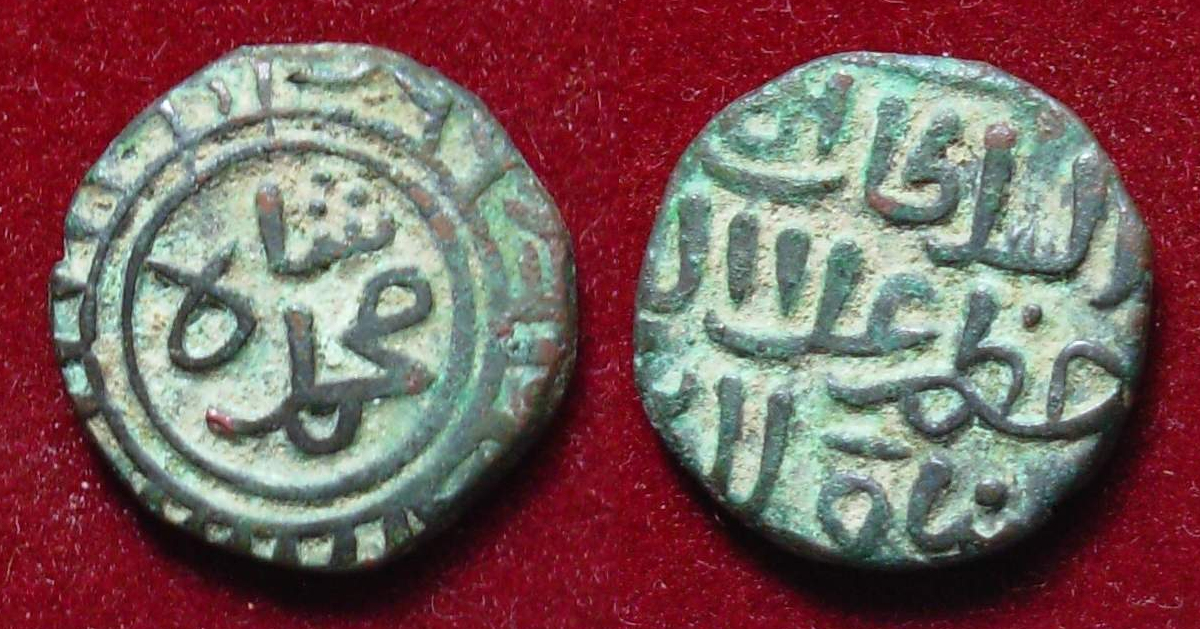
سکه مسی علاءالدین خلجی

علاءالدین خلجی برادرزاده و داماد جلال الدین بود. او به شبه جزیره دکن و دیوگیری، که در آن زمان پایتخت ایالت ماهاراشترا بود، حمله کرد و آنجا را غارت کرد. او در سال ۱۲۹۶ به دهلی بازگشت و جلال الدین را به قتل رساند و خود به عنوان سلطان قدرت را به دست گرفت. او مناصب مهم حکومتی را به متحدان هندی مسلمان غیر ترک خود، مانند ظفر خان (وزیر جنگ)، نصرت خان (وزیر دهلی)، عین الملک ملتانی، ملک کافور، ملک تغلق و ملک نایاک را که از جنگجویان معروف بودند، سپرد. این عمل علاءالدین منجر به تشکیل یک دولت هندی - اسلامی شد.
برای تضمین مسیری به بندرهای تجاری گجرات، عین الملک مولتانی برای فتح پادشاهی پارامارا مالوا فرستاده شد. رای آن با ارتش بزرگ راجپوت از آن دفاع کرد، اما او توسط مولتانی که فرماندار استان شد شکست خورد. سپس نصرت خان برای فتح خود گجرات فرستاده شد و در آنجا پادشاه سولانکی آن را شکست داد. نصرت خان شهرهای اصلی آن را غارت کرد و معابد آن، همچون معبد معروف سومنات (که پس از حمله سلطان محود دوباره بازسازی شده بود)، را غارت کرد. در اینجا بود که نصرت خان ملک کافور را که بعداً ژنرال نظامی شد دستگیر کرد. علاءالدین با کمک ژنرال‌هایی مانند ملک کافور و خسرو خان به گسترش سلطنت دهلی در جنوب هند ادامه داد و غنایم جنگی زیادی را از کسانی که شکست دادند جمع‌آوری کرد. فرماندهان او غنایم جنگی را از پادشاهی‌های فتح شده جمع‌آوری کردند و خمس (یک پنجم) غنائم را به خزانه سلطان پرداخت کردند که به تقویت حکومت خلجی کمک کرد.

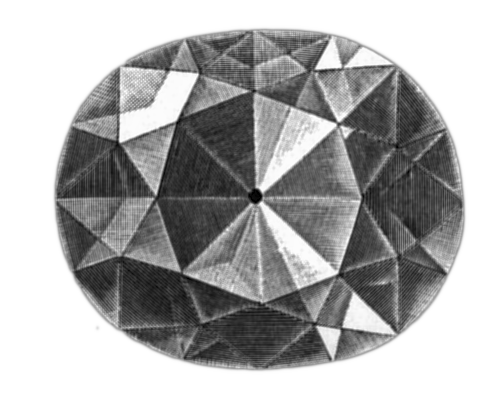
الماس کوه نور در سال ۱۳۱۰ توسط علاءالدین خلجی از وارانگال به غنیمت گرفته شد.

علاءالدین خلجی ۲۰ سال سلطنت کرد. او به ایالت‌های رانتامبور (۱۳۰۱ م)، چیتورگره (۱۳۰۳)، ماندو (۱۳۰۵) حمله کرد و آن‌ها را تصرف کرد و ایالت ثروتمند دواگیری را غارت کرد. او همچنین دوبار حمله مغولان به هند را با موفقیت دفع کرد. علاءالدین همچنین به دلیل بی رحمی خود در برابر پادشاهی‌های مورد حمله پس از جنگ‌ها شناخته شده بود. مورخان از او به عنوان یک ظالم یاد می‌کنند. او هر کس را کسی را که مظنون به تهدیدی برای قدرت خود می‌دید به همراه زنان و کودکان و دیگر اعضای خانواده اش می‌کشت. در سال ۱۲۹۸، بین ۱۵۰۰۰ تا ۳۰۰۰۰ نفر در نزدیکی دهلی، که اخیراً مسلمان شده بودند، به دلیل ترس علاءالدین از شورش آنها، در یک روز سلاخی شدند. او همچنین اعضای خانواده و برادرزاده‌های خود را در سال‌های ۱۲۹۹ تا ۱۳۰۰، پس از مشکوک شدن به آنان برای شورش، ابتدا چشمانشان را بیرون آورد و سپس سرشان را برید.
در سال ۱۳۰۸، ملک کافور، سردار علاءالدین، وارنگال را تصرف کرد، امپراتوری هویسالا را در جنوب رودخانه کریشنا سرنگون کرد و به مادورای در تامیل نادو یورش برد. او در طی این لشکرکشی‌ها خزانه‌های پایتخت و گنجینه‌های معابد جنوب هند غارت کرد. از جمله مناطقی که غارت شد، وارانگال بود که مهم‌ترین غنیمتی که از آنجا به‌دست آمد از بزرگ‌ترین الماس‌های شناخته شده در تاریخ بشر به نام کوه نور بود. ملک کافور در سال ۱۳۱۱ با انبوهی از غنایم جنگی از شبه جزیره دکن به دهلی بازگشت و به نزد علاءالدین خلجی رفت. این فتوحات و اقدامات مالک کافور، را که در خانواده‌ای هندو به دنیا آمد و قبل از فرماندهی ارتش دهلی به اسلام گرویده بود، ملک کافور را بسیار در نزد سلطان علاءالدی محبوب کرد.
در سال ۱۳۱۱، علاءالدین دستور قتل‌عام مغولها را در قلمروی سلطنت دهلی صادر کرد. طی این کشتار بین ۱۵۰۰۰ تا ۳۰۰۰۰ مهاجر مغول که، اخیراً به اسلام گرویده بودند ولی بر اثر مشکوک شدن علاءالدین به آنها در طرح یک قیام برای براندازی او قتل‌عام شدند.

### آخرین سلاطین

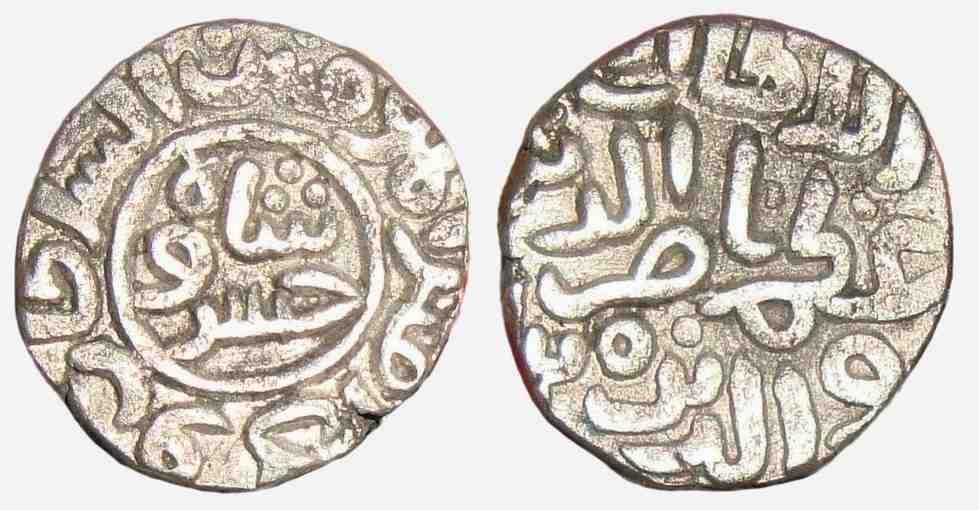
سکه خسرو خان.

علاءالدین خلجی در ژانویه ۱۳۱۶ درگذشت. پس از مرگ او سلطنت دهلی بیش از چهار سال در هرج و مرج فرورفت. در پی این هرج و مرج‌ها ملک کافور فرزند شش ساله علاءالدین به نام شهاب الدین عمر را به سلطنت گماشت و خود نایب السلطنه اش شد. اما از حمایت امیران برخوردار نشد و پس از ۳۵ روز حکومت توسط آنان به قتل رسید.
پس از قتل ملک کافور، بزرگان و امیران دولت منصب نایب السلطنه گی را به یکی از پسران علاءالدین، به نام مبارک خان که پیشتر توسط ملک کافور محبوس شده بود، سپردند. اما دو ماه بعد مبارک‌خان، شهاب‌الدین را کور کرد و به قلعه گوالیار فرستاد و خود بر تخت سلطنت جلوس کرد و قطب‌الدین لقب یافت. برای جلب وفاداری بزرگان دولت به آنها مقام‌ها و زمین‌ها و مناصب مختلف بخشید. مانند غازی ملک که او را سردار سپاه در پنجاب کرد. مبارک شاه پس از کمتر از چهار سال حکومت به نام خود، در سال ۱۳۲۰ توسط یکی از سردارانش به نام خسرو خان در یک کودتا به قتل رسید. پس از قتل مبارک شاه، خسرو خان خود به سلطنت نشست و سلطان ناصرالدین لقب یافت. اما حکومت او مورد تأیید بزرگان قرار نگرفت و آنان غازی مالک را، که هنوز فرمانده ارتش در پنجاب بود متقاعد کردند، که علیه خسرو خان شورش کند و او را به قتل رساند و خود پادشاه شود. نیروهای غازی مالک به دهلی رفتند و خسرو خان را گرفتند و سر او را بریدند. غازی مالک به محض سلطان شدن، نام خود را به غیاث الدین طغلق تغییر داد و اولین فرمانروای سلسله طغلق شاهیان شد.

## زبان
زبان رسمی و درباری سلسله خلجی فارسی بود. پس از آن عربی و برخی از زبان‌های بومی شمال هند بوده است. این استفاده از زبان‌های مختلف، دری و هندی باعث به وجود آمدن اولین فرم از زبان اردو شد.

## شاهان
| لقب                                               | نام             | سلطنت     |
| ------------------------------------------------- | --------------- | --------- |
| جلال الدین                                        | ملک فیروز خلجی  | ۱۲۹۰–۱۲۹۶ |
| علاءالدین                                         | علی گرشاسپ خلجی | ۱۲۹۶–۱۳۱۶ |
| شهاب‌الدین                                         | عمر خان خلجی    | ۱۳۱۶      |
| قطب الدین                                         | مبارک خان خلجی  | ۱۳۱۶–۱۳۲۰ |
| خسرو خان در سال ۱۳۲۰ به کار سلسله خلجی پایان داد. |                 |           |